# Onmyo-za
Onmyo-za (陰陽座) (também conhecida como Onmyouza ou Onmyoza, significa "junção de yin e yang") é uma banda japonesa do estilo enka metal que formou-se em 1999, com o lançamento do álbum "Kikoku-Tensho". Eles tocam um heavy metal ortodoxo (comparável a Iron Maiden ou Judas Priest) e ritmos típicos da cultura japonesa e conta sempre com a presença das lendas e dos personagens do folclore japonês. Em seus shows eles fazem diversas performances teatrais com quimonos onde ocorre a grande influência da música Enka.

## História
Em 1999 depois de fundada, a banda faz turnê duas vezes ao ano, um na primavera e outro no verão. Suas performances são energéticas, monstruosas e sem dúvida, inigualáveis.
Os trajes do Onmyouza podem parecer desproporcionais de início mas na verdade são pontos culminantes com a música, para expressar o objetivo da banda: a dualidade. Os trajes são típicos do período Heian (de muitos e muitos anos antes).
Em dezembro de 1999, Onmyouza lança o seu primeiro álbum Kikoku-Tensho como banda indie.
No ano seguinte, saem o primeiro single "Oka no Kotowari" e o segundo álbum, "Hyakki-Ryoran".
Em 2001, eles deixam sua independência, assinando um contrato com a King Records, lançando mais um single e álbum: "Tsuki ni Murakumo Hana ni Kaze" e " Kojin-Rasetsu", respectivamente.
O primeiro mini-álbum da banda, Fuin-Kairan é lançado em 2002.
Mais tarde, em 2002, Onmyouza sai em turnê nacional e lança mais um single no final do ano.
O ano de 2003 chega e termina com mais lançamentos. 1 álbum, 2 singles e 2 especiais ao vivo: o CD "Sekinetsu-Enbu" e o DVD "Hakko-Ranbu".
Eles iniciam o ano de 2004 com o relançamento dos seus dois primeiros álbuns, remasterizados.
Onmyouza é conhecida por usar o japonês arcaico. Eles apresentam muitas obras de composição lírica, poética e admirável como a canção Kumikyoku "Kurotsuka" - Adachigahara. Aliás, essa é uma criação notória da banda pois volta à tradicional música japonesa (Enka) porém, misturando o Heavy Metal. Sem mencionar também, o potencial da voz de Kuroneko para o Enka (algo extremamente dificil de se encontrar nos dias atuais).
O ano de 2004 é então encerrado com uma suíte "Kumikyoku Yoshitsune" que significa:
"Suite Yoshitsune", em homenagem ao Minamoto No Yoshitsune, personagem histórico famoso por ajudar o seu irmão, e acabar sendo morto por ele.
O primeiro da suíte, "Akki-Hogan" foi lançado em Setembro. Os outros dois foram vendidos em Outubro e Novembro. São eles: "Muma-Enjo" e "Raise-Kaiko".
Nos meses de Setembro a Dezembro, Onmyouza investiu em uma longa turnê pelo país.

## Estilo musical e temas
Suas músicas mostram principalmente as lendas da cultura japonesa, como o "Oni" e o "Youkai", mas algumas delas têm como tema fatos concretos.
Como exemplo, a banda já compôs 11 músicas "Ninpocho", como Koga Ninpocho, Yoka Ninpocho e Onikiri Ninpocho. "Ninpocho" significa, literalmente, "contos da magia ninja", e essas músicas são um tributo ao autor japonês Futaro Yamada e as suas séries "Ninpocho".
Koga Ninpocho, a última dessas músicas, foi escrita especialmente para o anime Basilisk, cuja história principal é baseada na obra "Koga Ninpocho" original de Yamada.
A banda recebeu outras influências também, como de Osamu Tezuka e Kyogoku Natsuhiko.
A trilogia "Kumikyoku Yoshitsune" dó álbum "Garyo-Tensei" (Akki-Hogan, Muma-Enjo e Raise-Kaiko) é baseada na lenda do antigo herói japonês Minamoto no Yoshitsune.

## Membros
Matatabi - Baixo e Vocal
Kuroneko - Vocal
Maneki - Guitarra
Karukan - Guitarra

### Membros de Suporte
Dobashi Makoto - Bateria, percussão
Abe Masahiro - teclado

## Nomes artísticos
Todos os nomes artísticos dos membros da banda têm duplo sentido, o que causa um certo senso de humor.
Kuroneko(黒猫) significa, literalmente, gato(a) preto(a) representando a sua personalidade. Matatabi(瞬火) pode ser tanto quanto "Fogo Relampejante" quanto a "Silvervine", planta que atrai gatos. Maneki(招鬼) significa "invocando um Oni", mas pode ser também o "maneki neko", estatueta de barro em formato de gato que atrai sorte. Karukan(狩姦) não tem uma tradução direta, embora Karu(狩) signifique "atacando" ou "caçando" e  Kan(姦) signifique "adultério". Mas geralmente os japoneses associam essa palavra a comida de gato. Tora(斗羅) simplesmente significa "tigre" o que também sugere que ele é torcedor de um time japonês que leva o mesmo nome.
Generalizando, todos os nomes artísticos são relacionados ao gato. E também sugerem que os 4 homens estão seguindo a "Kuroneko" ou, seja a "gata negra".

## Discografia

### Álbuns
1999 - Kikoku-Tensho
2000 - Hyakki-Ryoran
2002 - Kojin-Rasetsu
2002 - Fuin-Kairan
2003 - Hoyoku-Rindo
2003 - Sekinetsu-Enbu
2004 - Mugen-Hoyo
2005 - Garyo-Tensei
2006 - Inyo-Shugyoku
2006 - Onmyo-Live
2007 - Mao-Taiten
2008 - Chimimoryo
2009 - Kongokyubi
2011 - Kishi Bojin
"2013" Ryuuou Shugyoku
"2014" - Fuujin Kaikou
"2014" - Raijin Sousei 
"2016" - Karyobinga
"2018" - Hado Myoo

### Singles
2000 - Oka no Kotowari
2001 - Tsuki ni Murakumo Hana ni Kaze
2002 - Yoka Ninpocho
2003 - Hoyoku-Tensho
2003 - Mezame
2004 - Nemuri
2004 - Kumikyoku "Yoshitsune" - Akki-Hogan
2004 - Kumikyoku "Yoshitsune" - Muma-Enjo
2004 - Kumikyoku "Yoshitsune" - Raise-Kaiko
2005 - Koga Ninpocho
2007 - Kokui no Tennyo
2008 - Kureha
2009 - Soukoku/Doukoku
2009 - Aoki Dokugan
2011 - Konpeki no Sojin
2014 - Seiten no Mikazuki
2018 - Ouka Ninpocho